# Гайнц Куттін
Гайнц Куттін  (нім. Heinz Ernst Kuttin, 5 січня 1971) — австрійський стрибун з трампліна, олімпійський медаліст.

## Виступи на Олімпіадах
| Олімпіада        | Дисципліна             | Місце |
| ---------------- | ---------------------- | ----- |
| Калгарі 1988     | інд., норм. трамплін   | 6     |
| Калгарі 1988     | інд., великий трамплін | 12    |
| Калгарі 1988     | ком., великий трамплін | 5     |
| Альбервіль 1992  | інд., норм. трамплін   | 4     |
| Альбервіль 1992  | інд., великий трамплін | 3     |
| Альбервіль 1992  | ком., великий трамплін | 2     |
| Ліллехаммер 1994 | інд., норм. трамплін   | 25T   |
| Ліллехаммер 1994 | інд., великий трамплін | 12    |
| Ліллехаммер 1994 | ком., великий трамплін | 3     |

## Зовнішні посилання
- Досьє на sport.references.com [Архівовано 30 червня 2009 у Wayback Machine.]